# Karoline Edtstadler
Karoline Edtstadler (Salzburg, 1981. március 28. –) osztrák jogász, politikus, 2020-tól 2025-ig – több kormányban is – kancelláriaminiszter.

## Életpályája
1981-ben született Salzburgban, az apja a tartományi parlament magas rangú tisztviselője volt. Zenei középiskolába járt, majd az érettségi után 1999 és 2004 között a salzburgi Paris-Lodron-Universitäten jogot hallgatott.
A diploma és a szakvizsga megszerzése után büntetőbíróként kezdett dolgozni a salzburgi tartományi bíróságon (2008-2011). 2011-ben Bécsbe, az Igazságügyi Minisztériumba hívták, ahol kirendelt bíróként dolgozott. 2014-ben Wolfgang Brandstetter néppárti igazságügy-miniszter tanácsadója lett, majd egy évvel később a bécsi korrupciós ügyészségre igazolt át (2015). 2016 májusától jogi asszisztens volt a strasbourgi Emberi Jogok Európai Bíróságán (EJEB).
A 2017-es választáson győztes Osztrák Néppárt (ÖVP) elnöke, az első kormányát megalakító Sebastian Kurz hívására hazatért, és államtitkár lett a Belügyminisztériumban (2017-2019), amelyet a koalíciós megállapodás értelmében a szabadságpárti Herbert Kickl vezetett. A 2019-es európai parlamenti (EP) választáson mandátumot szerzett (július 2.), s amikor pártja listavezetője, Othmar Karas az EP egyik alelnöke lett, átvette át az ÖVP képviselőcsoportjának vezetését. 2020 elején azonban lemondott (január 6.), s hazatért Kurz második, a zöldekkel koalícióban létrejött kormányába, mint tárca nélküli miniszterként (január 7.). Pár nappal később (január 29.) kinevezték az EU-ügyekért és az alkotmányért felelős kancelláriaminiszterré, amit a Kurz bukása után a kabinet élére került Alexander Schallenbergnél, illetve Karl Nehammernél is megőrzött.
2021 nyarán, egy rövid időre, Susanne Raab kancelláriaminiszter szülési szabadságának idejére átvette a nőügyi, családügyi, integrációs és médiaügyi feladatokat.

## Magánélete
Edtstadlernek egy fiúgyermeke van.